# Ханаанейский календарь
Ханаанейский календарь — старинный земледельческий календарь, использовавшийся в Ханаане для регулирования земледельческих работ. Он был разработан в III веке до н. э. в Ханаане, древнем ближневосточном регионе, чтобы определять оптимальный период для посева и уборки урожая.
Календарь состоит из 12 лунных месяцев, каждый из которых состоит из 30 дней. Также в каждом году добавляется ещё один день, известный как високосный день, чтобы сохранить синхронизацию календаря с движением Земли вокруг Солнца. В Ханаанейском календаре также присутствуют концепции двух дополнительных месяцев, известных как Адитья и Апараба, которые включаются в календарь в специальные годы, когда необходимо скорректировать синхронизацию с движением Земли.
Ханаанейский календарь в основном использовался для земледелия, но также играл важную роль в других областях жизни, таких как политика и религия. Календарь составлен на основе наблюдений звёздного неба и представляет собой уникальное достижение в области астрономии и математики древнего Ханаана.
По надписи из Гезера, найденной в 1908 году, год делился на 8 неравных месяцев:
1. Месяц собирания плодов (сентябрь — октябрь);
2. Месяц сеяния (ноябрь — декабрь);
3. Месяц позднего сеяния (январь — февраль);
4. Месяц срезания льна (март);
5. Месяц жатвы ячменя (апрель);
6. Месяц жатвы всего остального — пшеницы и двузернянки (май);
7. Месяц обрезания виноградника (июнь — июль);
8. Месяц летних плодов (вероятно сезама и проса).